# Simens
Símens (tudi siemens, [símens]; oznaka S) je izpeljana enota SI za električno prevodnost (recipročni električni upor). Enaka je Ω-1. Enota je imenovana po nemškem izumitelju in industrialcu Wernerju von Siemensu.
Eklektično ime za isto enoto je »mho« (»ohm«, prebrano nazaj), za katero se uporablja tudi oznaka {\displaystyle \mho } (obrnjena grška črka Ω). Enota simens se uporablja pretežno v elektrotehniki, medtem ko je mho pogostejši v elektroniki.